# CP/M-86
CP/M-86은 디지털 리서치(Digital Research, Inc.)사에서 만든 운영 체제인 CP/M 운영 체제의 일종으로 인텔 8086 및 인텔 8088 CPU를 위하여 개발된 것이다. 시스템 명령은 CP/M-80과 동일하다. 실행 파일은 재배치 가능한 .CMD 파일 형식을 사용한다. 디지털 리서치사에서는 CP/M-86, MP/M-86과 호환되는 다중 사용자 멀티 태스킹 운영 체제도 제작하여 후에 컨커런트(Concurrent) CP/M-86으로 발전했다. PC DOS 호환성을 제공하기 위한 에뮬레이터가 추가되면서, 컨커런트 DOS로 이름이 바뀌었으며, 나중에 멀티유저 DOS 가 되었는데 그 중 REAL/32가 최신 버전이다. DOS Plus, FlexOS 및 DR DOS 운영 체제 제품군은 컨커런트 DOS의 파생물로 시작되었다.

## IBM PC
IBM사에서 IBM PC 용 구성 요소를 얻기 위해 다른 회사에 연락했을 때 CP/M이 당시에 가장 많은 응용 프로그램을 보유했기 때문에 아직 출시되지 않은 CP/M-86이 운영 체제의 첫 번째 후보이었다. 그러나 디지털 리서치사와 IBM사 사이의 협상은 IBM의 비공개 계약과 DRI의 일반적인 로열티 라이선스 계획과 달리 일회성 비용 지불에 대한 주장 때문에 급격하게 악화되었다. IBM사는 마이크로소프트사와 협의하여 마이크로소프트가 시애틀 컴퓨터 프로덕츠사에서 구입 한 운영체제로 CP/M과 유사한 운영 체제인 86-DOS (QDOS)를 MS-DOS의 이름으로 바꾸기로 결정했다. 마이크로소프트사는 이를 PC 용으로 채택하여 IBM에 라이선스를 제공하고, IBM에서는 PC DOS라는 이름으로 판매했다. 디지탈 리서치의 설립자인 게리 킬달 (Gary Kildall)은 IBM사가 DRI의 지적재산권을 침해하여 IBM을 고소하겠다고 위협하였고, IBM은 CP/M-86을 PC 운영체제의 대안으로 제시했다.
IBM PC는 1981년 8월 12일에 발표되었으며 첫 번째 PC는 같은 해 10월에 예정보다 일찍 출하되기 시작했다. CP/M-86은 PC-DOS 및 UCSD p-시스템과 더불어 IBM에서 제공하는 세 가지 운영 체제 중의 하나였다. 디지털 리서치사에 의한 IBM PC를 위한 CP/M-86의 변환은 1982년 봄, PC-DOS 이후 6 개월 뒤에 발표되었고, CP/M-80으로부터 응용프로그램을 두개의 운영 체제로 이식하는 것도 비스한 어려움을 겪었다. 디지털 리서치는 IBM사의 독점적인 디스플레이라이터(Displaywriter)를 위한 CP/M-86 버전을 출시하였는데, DEC Rainbow 및 Zenith Z-100과 같은 일부 MS-DOS 호환 16 비트 컴퓨터에서는 CP/M-86에 의하여 CP/M 응용프로그램을 그대로 실행할 수 있었다. PC 호환제품이 등장하자 MS는 MS-DOS를 다른 회사들에게도 라이선스했다. 전문가들은 두 운영체제가 기술적으로 호환되는데, CP/M-86이 더 나은 메모리 관리를 하지만 속도는 DOS가 더 빠르다는 점을 발견하였다. '바이트(BYTE)'지에서는 마이크로소프트사가 멀티 태스킹을 제닉스에게 유보하고 있어 컨커런트 CP/M-86에게 큰 기회를 제공하고 있다고 예상하였다.
IBM PC의 경우, IBM 버전용 CP/M-86은 개당 240달러로, 개당 40달러의 DOS에 비하여 판매가 저조하였는데, 어떤 조사에 따르면 IBM PC 중 96.3 %는 DOS로 주문한 것으로 나타났으며 CP/M-86 및 컨커런트 CP/M-86의 경우 3.4 %에 불과하였다. 1982년 중반 CP/M 소프트웨어 공급 업체 인 Lifeboat Associates사는 IBM PC에서 CP/M-86을 통한 DOS 지원을 발표했다. 바이트지에서는 IBM, Microsoft 및 Lifeboat의 DOS 지원이 CP/M-86에 심각한 위협을 가한다고 지적하였는데, 여기서 Jerry Pournelle은 "디지털 리서치사가 마케팅에서 끔찍한 실수를 저지른 것이 분명하다"고 기술하였다.
1983년 초 DRI는 CP/M-86 1.1을 최종 사용자에게 60 달러에 판매를 시작했다. 광고에서는 CP/M-86에 대하여, "상용 및 교육의 모든 필요성에 대하여 검증된 수백개의 전문 소프트웨어 프로그램을 포함하는 응용프로그램의 최대 컬렉션에 즉시 액세스"할 수 있어 "가치가 탁월"하다고 하였는데, 더구나 종전에 75달러에 판매하던 그래픽 시스템 확장 (GSX)도 포함되어 있었다. 1983년 5월에 회사는 모든 언어와 유틸리티의 DOS 버전을 제공 할 것이라고 발표했다. 또한 "확실히 PC DOS는 IBM PC에 큰 시장 침투력을 발휘했다. 우리는 이것을 인정해야 한다"고 하였지만, "CP/M-86 이 DRI사에서 기대했던만큼 성공적이지 않은 점은 우리의 결정과는 아무런 관련이 없다"고 발표하였다. 1984년 초에 DRI는 2개의 CP/M-86 응용 프로그램을 일정한 기간 내에 구입한 사용자에게 Concurrent CP/M-86의 무료 사본을 제공했는데, 광고에서 응용 프로그램은 CP/M-86을 먼저 로드할 필요가 없는 부터(booter)이라고 기재되어 있었다. 1984년 1월, DRI에서는 미쓰비시 전기, 산요 전기 (주), Sord 컴퓨터 (주) 등의 9개의 일본 회사용으로 CP/M-86의 일본어 버전인 Kanji CP/M-86을 발표하였다. 후지쓰(Fujitsu)사는 1984년 12월 Kanji CP/M-86을 사용하는 다수의 FM-16 기반 기계를 발표했다.
CP/M-86과 DOS는 기능이 비슷했지만 시스템에서 동일한 기능과 프로그램 파일 형식을 요구하여 호환성이 없었기 때문에 동일한 소프트웨어의 두 버전을 생산하여 두 운영 체제에서 실행해야 했다. 명령 인터페이스는 비슷한 기능을 했으나, CP/M-86 (및 CP/M)에서는 PIP TARGET=SOURCE 명령으로 SOURCE 파일을 TARGET으로 복제했는데 DOS에서는 COPY SOURCE TARGET의 명령을 이용하듯이, 그 구문(syntax)은 서로 상이하였다.
처음에는 MS-DOS 및 CP/M-86이 애프리코트(Apricot)와 시리우스(Sirius)처럼 IBM PC와 완전하게 하드웨어 호환하지 않는 컴퓨터에서도 실행되었는데, 이는 특정한 기계에 맞게 작성된 운용체제에 대한 표준화된 운용 시스템 호출을 사용하여, 소프트웨어가 하드웨어로부터 독립하게 하고자 하는 의도이었다. 그런데 빠른 성능이 필요한 소프트웨어 작성자는 운영 체제를 거치지 않고 직접 IBM PC 하드웨어에 액세스하도록 하여 다른 MS-DOS 및 CP/M-86 버전보다 우수한 성능의 IBM PC 전용 소프트웨어를 만들었다. 예를 들어 게임 프로그램에서, 운영체제를 호출하여 하드웨어 종속 메모리에 기록하여 시간이 지연되도록 하지 않고, 직접 비디오 메모리에 쓰는 방식으로 화면을 빠르게 표시하였다. 이러한 점 때문에 애프리코트, 시리우스 등과 같은 PC 비호환 컴퓨터는 곧 PC와 하드웨어 상에서 동일하게 작동하는 컴퓨터로 대체되게 되었다. IBM PC의 상세한 아키텍처를 널리 채택한 결과, 640 킬로바이트 이상의 메모리가 지원되지 않았다. 그런데 MS-DOS 및 CP/M-86을 실행하는 초기 컴퓨터는 이러한 제한을 받지 않았으며 일부는 거의 1 메가 바이트의 RAM을 사용할 수 있었다.

## 시장의 반응
PC 매거진(PC Magazine) 잡지에서는 CP/M-86이 "여러 가지면에서 DOS보다 PC에 더 잘 맞는" 것으로 기술하였다. 그러나 어셈블리 언어로 프로그램을 계획하지 않은 사람들에게는 6배의 비용이 들기 때문에, "CP/M이 매력이 적은 구매로 생각된다"고 기술하고, 또한 CP/M-86은 DOS가 약한 영역에서 강하고, 그 반대도 마찬가지이며, 비록 응용프로그램에 대한 CP/M-86의 런타임 버전이 없는 것은 약점이었지만, 각각의 운용체제에 대한 응용프로그램의 지원 수준이 가장 중요하게 될 것이라고 예상하였다.

## 버전
주어진 버전의 CP/M-86에는 두 가지 버전 번호가 있는데, 하나는 전체 시스템에 적용되는 것으로 일반적으로 시작시에 표시되고, 다른 하나는 BDOS 커널 버전을 나타낸다. 존재하는 것으로 알려진 버전은 다음과 같다.
| OS                                        | BDOS | 날짜        | 비고 |
| ----------------------------------------- | ---- | ----------- | --- |
| CompuView CP/M-86                         | 2.x? | 1982        | 196 KB 디스크 용량, IBM PC 하드웨어와 호환 가능                                                                   |
| IBM DisplayWriter 용 CP/M-86              | 2.x? | 1982        | |
| IBM 개인용 컴퓨터 버전 1.0의 IBM CP/M-86  | 2.2  | 1982-04-05  | IBM PC의 초기 릴리스. 141 KB 디스크 용량 (초기 날짜의 기본값은 1982-02-10이다.)                                   |
| IBM 개인용 컴퓨터 용 IBM CP/M-86 버전 1.1 | 2.2  | 1983년 3월  | 하드 드라이브 지원이 추가되었다.                                                                                  |
| CP/M-86 Plus 버전 3.1                     | 3.1  | 1983년 10월 | Apricot PC 용으로 출시되었다. 멀티 태스킹 동시 CP/M-86 커널을 기반으로 한 번에 최대 4 개의 작업을 실행할 수 있다. |
| 개인용 CP/M-86 버전 1.0                   | 3.1  | 1983년 11월 | 지멘스 PG685 출시.                                                                                                |
| 개인용 CP/M-86 버전 3.1                   | 3.3  | 1985년 1월  | Apricot F-Series 컴퓨터 용 버전. 이 버전은 DOS에서 사용하는 FAT 형식의 디스크를 사용할 수 있는 기능을 제공한다.   |
| 개인용 CP/M-86 버전 2.0                   | 4.1  | 1986년 이후 | Siemens PC16-20 용으로 출시되었다. 이것은 DOS Plus 1.2에서 사용된 것과 동일한 BDOS이다.                           |
| 개인용 CP/M-86 버전 2.11                  | 4.1  | 1986년 이후 | 지멘스 PG685 출시.                                                                                                |

알려진 모든 개인용 CP/M-86 버전에는 CP/M-86 플러스에 대한 언급이 포함되어 있어, CP/M-86 플러스의 코드베이스에서 파생되었음을 암시하고 있다.
종전의 동구권(East-bloc)에서는 다수의 16비트 CP/M-86의 파생물이 SCP1700 ( Single User Control Program), CP/K, 및 K8918-OS의 이름으로 존재하였다. 이들은 동독의 VEB Robotron Dresden과 Energiekombinat Berlin사에 의하여 생산되었다.

## 유산
칼데라(Caldera)사에서는 1997년부터 팀 올름스테드(Tim Olmstead)의 "The Unofficial CP/M 웹 사이트"를 통해 CP/M 패밀리와 관련된 소스 코드를 포함한 모든 원본 디지털 연구 파일의 재배포 및 수정을 허용하고 있다. 2001년 9월 12일 올름스테드가 사망 한 후, 무료 유통 라이센스는 2001년 10월 19일에 Digital Research 자산의 소유자가 된 리네오(Lineo)에 의해 새롭게 수정, 확장되었다.

## 같이 보기
- 컴퓨팅 하드웨어의 역사 (1960년대)
- DOS 플러스

### 주해
1. ↑  동일한 파일명 확장자 ".CMD"가 IBM사의 OS/2와 마이크로소프트사의 윈도우 운영체제에서 관련이 없는 배치파일을 위하여 사용되었다.

### 출전
1. ↑  Freiberger, Paul; Swaine, Michael (2000) [1984]. Fire in the Valley: The Making of the Personal Computer (2nd ed.). New York, USA: McGraw-Hill. pp. 332–333. ISBN 0-07-135892-7. Archived from the original on 2006-08-31.
2. 1 2  Williams, Gregg (January 1982). "A Closer Look at the IBM Personal Computer". BYTE Magazine. 7 (1): 36–68. Retrieved 2013-10-19.
3. 1 2 3 4 5  Edlin, Jim (1982-06-07). "CP/M Arrives - IBM releases a tailed-for-the-PC version of CP/M-86 that profits from the learning curve". PC Magazine: 43–46. Retrieved 2013-10-21.
4. ↑  Libes, Sol (December 1981). "Bytelines - News and speculation about personal computing". BYTE Magazine. 6 (12): 314–318. Retrieved 2015-01-29.
5. ↑  Pournelle, Jerry (March 1984). "New Machines, Networks, and Sundry Software - Chaos Manor is inundated with mew computers". BYTE Magazine. 9 (3): 46–54, 58–62, 68–76. Retrieved 2013-10-22.
6. ↑  Taylor, Roger; Lemmons, Phil (July 1982). "Upward Migration - Part 2: A Comparison of CP/M-86 and MS-DOS". BYTE Magazine. 7 (7): 330–338. Retrieved 2016-03-23.
7. 1 2  "PC-Communiques: CP/M-86 Price Plunges to $60". PC Magazine: 56. February 1983. Retrieved 2013-10-21.
8. ↑  "The Microsoft/Lifeboat Battle Cry - Software firms back PC-DOS as 16-bit standard". PC Magazine: 159–162. June–July 1982. Retrieved 2013-10-21.
9. ↑  Pournelle, Jerry (September 1983). "Eagles, Text Editors, New Compilers, and Much More". BYTE. p. 307. Retrieved 2019-04-07.
10. ↑  "CP/M gives you a new world of PC power … for a new low price". BYTE Magazine (advertisement). 8 (6): 65. June 1983. Retrieved 2013-10-19.
11. ↑  Hughes, George D. Jr. (July 1983). "The New View From Digital Research". PC Magazine: 403–406. Retrieved 2013-10-21.
12. ↑  "Introducing software for the IBM PC with a $350 bonus!". BYTE Magazine (advertisement). 9 (2): 216–217. February 1984. Retrieved 2013-10-22.
13. ↑  “News - Japan”. 《Computerworld》: 18. 1984년 1월 9일. 2017년 1월 23일에 확인함.
14. ↑  “Kanji CPM-System von Digital Research Japan”. 《Computerwoche》 (독일어). 1984년 1월 13일. 2017년 1월 23일에 원본 문서에서 보존된 문서. 2017년 1월 23일에 확인함.
15. ↑  “News - Japan”. 《Computerworld》: 22. 1984년 12월 17일. 2017년 1월 23일에 확인함.
16. ↑  Hiroshi, Hatta (2006년 2월 20일). “Fujitsu FM16π (PAI)”. 《IPSJ Computer Museum》. 2017년 1월 24일에 원본 문서에서 보존된 문서. 2017년 1월 24일에 확인함.
17. 1 2  Kurth, Rüdiger; Groß, Martin; Hunger, Henry (2019-01-03). "Betriebssystem SCP". www.robotrontechnik.de (in German). Archived from the original on 2019-04-27. Retrieved 2019-04-27.
18. ↑  Kurth, Rüdiger; Groß, Martin; Hunger, Henry (2019-01-03). "Betriebssysteme". www.robotrontechnik.de (in German). Archived from the original on 2019-04-27. Retrieved 2019-04-27.
19. ↑  Olmstead, Tim (1997-08-10). "CP/M Web site needs a host". Newsgroup: comp.os.cpm. Archived from the original on 2017-09-01. Retrieved 2018-09-09.
20. ↑  Olmstead, Tim (1997-08-28). "ANNOUNCE: Caldera CP/M site is now up" 보관됨 2017-09-01 - 웨이백 머신. Newsgroup: comp.os.cpm. Retrieved 2018-09-09.  보관됨 2001-10-06 - 웨이백 머신
21. ↑  "License Agreement". Caldera, Inc. 1997-08-28. from the original on 2018-09-08. Retrieved 2018-09-09. [깨진 링크(과거 내용 찾기)] [깨진 링크(과거 내용 찾기)]
22. ↑  "Tim Olmstead" 보관됨 2017-09-01 - 웨이백 머신. 2001-09-12.
23. ↑  Sparks, Bryan Wayne (2001-10-19). Chaudry, Gaby (ed.). "License agreement for the CP/M material presented on this site". Lineo, Inc. from the original on 2018-09-08. Retrieved 2018-09-09. […] Let this email represent a right to use, distribute, modify, enhance and otherwise make available in a nonexclusive manner the CP/M technology as part of the "Unofficial CP/M Web Site" with its maintainers, developers and community. I further state that as Chairman and CEO of Lineo, Inc. that I have the right to do offer such a license. […] Bryan Sparks […]
24. ↑  Chaudry, Gaby (ed.). "The Unofficial CP/M Web Site". Archived from the original on 2016-02-03.
25. ↑  Gasperson, Tina (2001-11-26). "CP/M collection is back online with an Open Source licence - Walk down memory lane". The Register. Archived from the original on 2017-09-01.
26. ↑  Swaine, Michael (2004-06-01). "CP/M and DRM" 보관됨 2018-09-09 - 웨이백 머신. Dr. Dobb's Journal. Retrieved 2018-09-09.